# San Giovanni della Pigna
Koordinaten: 41° 53′ 50,4″ N, 12° 28′ 41,3″ O
Die Kirche San Giovanni della Pigna, auch San Giovanni de Pinea, ist eine Titeldiakonie in Rom im Stadtviertel Pigna, der Altstadt von Rom. Seit 1985 ist sie Sitz der Diakonie San Giovanni della Pigna.

## Geschichte
Die Kirche steht an der Piazza della Pigna, früher Piazza dei Porcari, benannt nach der römischen Familie der Porcari (di Pigna), die in dem Quartier mehrere Liegenschaften besaß und deren Pfarrkirche sie war. Sie war ursprünglich den heiligen Märtyrern Eleutherius und Genesius geweiht. Bereits im Jahr 955 wird die Kirche in einer Bulle des Papstes Agapitus II. und 962 bei Papst Johannes XII. erwähnt. Da sie 1584 völlig verfallen war, wies sie Papst Gregor XIII. der Arciconfraternita della Pietà verso i carcerati zu. Diese ließ die Kirche von Grund auf durch den Architekten Angelo Torroni neu bauen. Nach der Fertigstellung 1624 erhielt sie den Titel Sancti Ioannis de Pinea. Im 18. Jahrhundert wurde sie renoviert und 1837 unter der Aufsicht des römischen Architekten Conte Virginio Vespignani (1808–1882) erneut umgestaltet. 2007 erhielt die Fassade der Kirche die originale Farbgebung aus dem Barock wieder. Pius IX. wies sie 1870 dem Orden der Salesianer von San Giovanni dal Bosco zu. Johannes Paul II. erhob sie zum Sitz der Diakonie San Giovanni della Pigna.

## Äußeres
Die Fassade in barockem Stil ist durch Lisenen mit Kompositkapitellen in drei Teile geteilt und von einem Tympanon abgeschlossen. Die Inschrift im Fries: ARCHICONF PIETATIS CARCERATORVM verweist auf die Erzbruderschaft. Über dem Portal befindet sich ein Engelskopf, an den Seitenfeldern oben je ein Fenster.
An der Seite im Vicolo della Minerva ist noch ein Fresko-Bild Madonna mit Kind und die Heiligen Petrus und Paulus erhalten.

## Inneres
Der einschiffige Innenraum geht in der heutigen Form auf eine Restaurierung im 18. Jahrhundert zurück. Das Kirchenschiff ist von einem Lünettengewölbe übergedeckt. Große Nischen an den Seiten werden durch Lisenen aus polychromen Marmor abgeteilt. An jeder Seite befinden sich zwei Altäre. Rechts, der erste ist dem Papst Eleutherius, der zweite dem Heiligen Genesius geweiht. Links, der erste der Jungfrau Maria mit Altarbild Madonna mit Kind und Engel, der zweite der Heiligen Teresa von Avila geweiht.
Der Chor ist vom Schiff durch eine Balustrade abgeteilt, von einer Kuppel überwölbt und hinten von einer Apsis abgeschlossen. In der Apsis der Hauptaltar in polychromen Marmor. Unter dem Altar sind Reliquien des hl. Genesius aufbewahrt. Das Altarbild zwischen zwei korinthischen Säulen, ein Werk des Baldassare Croce, stellt Johannes den Täufer dar (17. Jhd.). Darüber eine Pietà von Luigi Garzi.
In der Kirche befanden sich mehrere Gräber der Familie Porcari: Einige der Grabplatten sind noch erhalten: Neben dem Eingang rechts Nicola Eramo de Porcari (1362) und links Giuliano Porcari (1282), darunter Giovanni Porcari, Sohn des Nicola (1363).

## Kardinaldiakone
- Francis Arinze (1985–2005), danach Kardinalbischof von Velletri-Segni
- Raffaele Farina S.D.B. (seit 2007)

## Bildergalerie

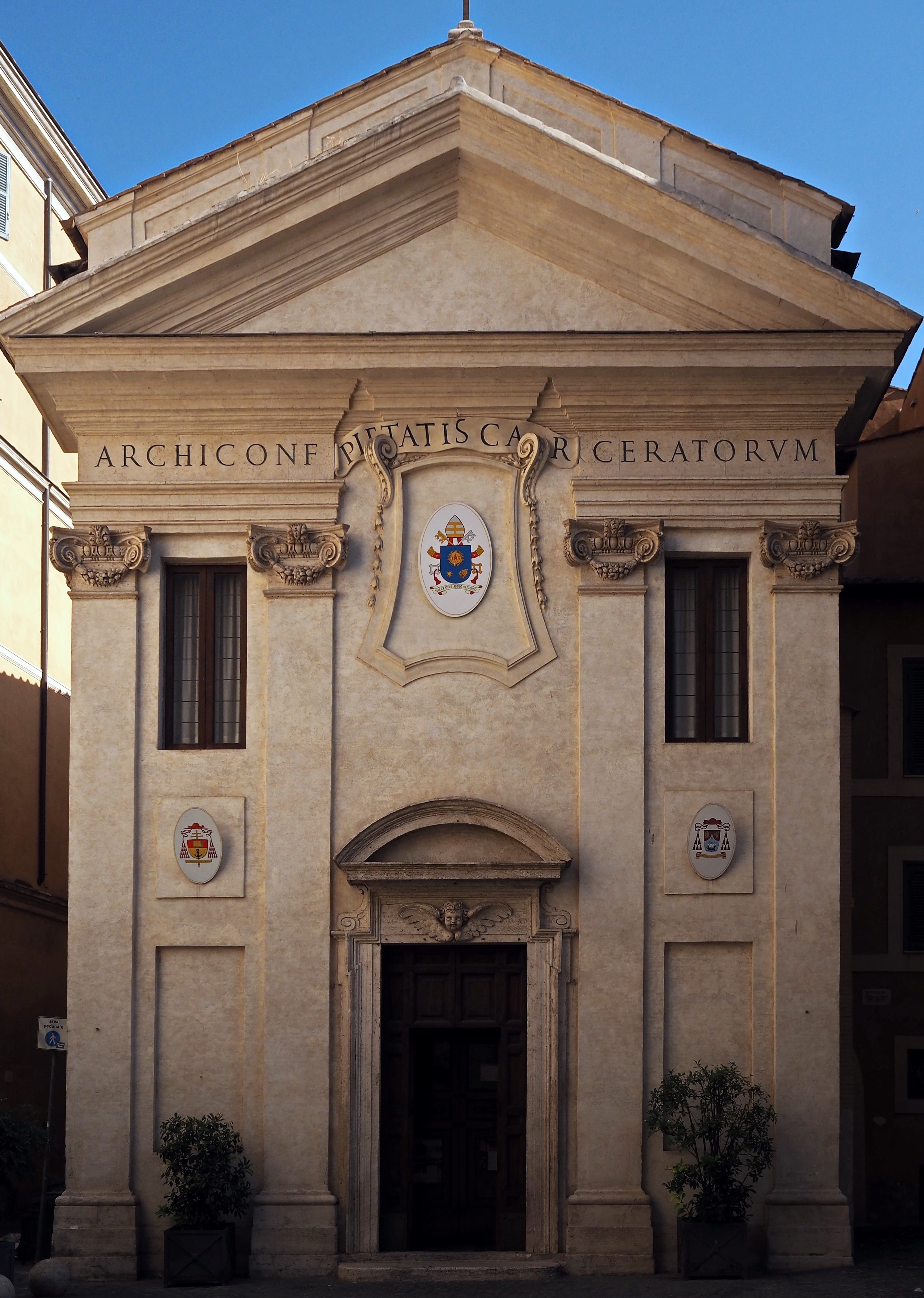
Fassade
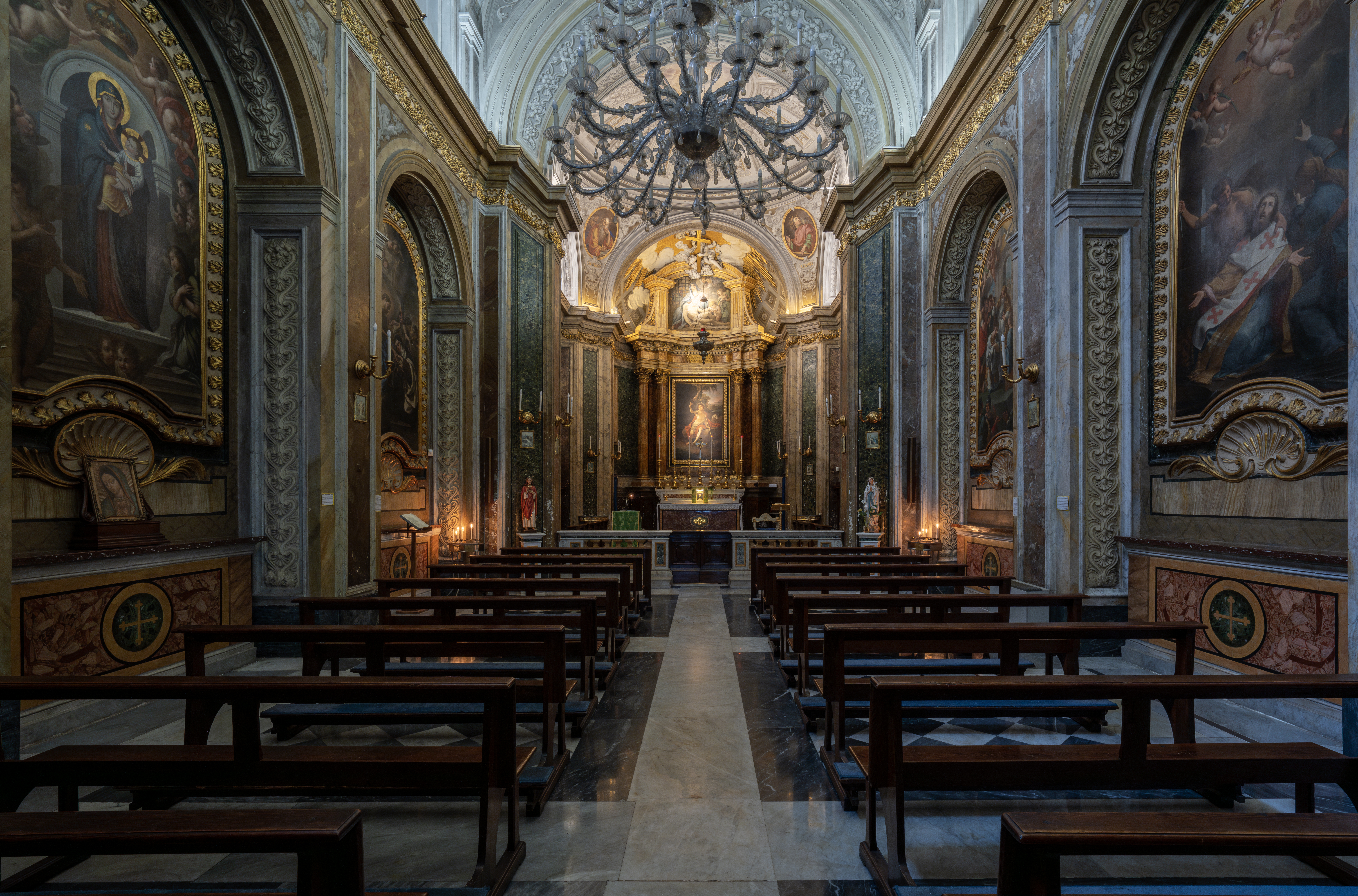
Innenraum
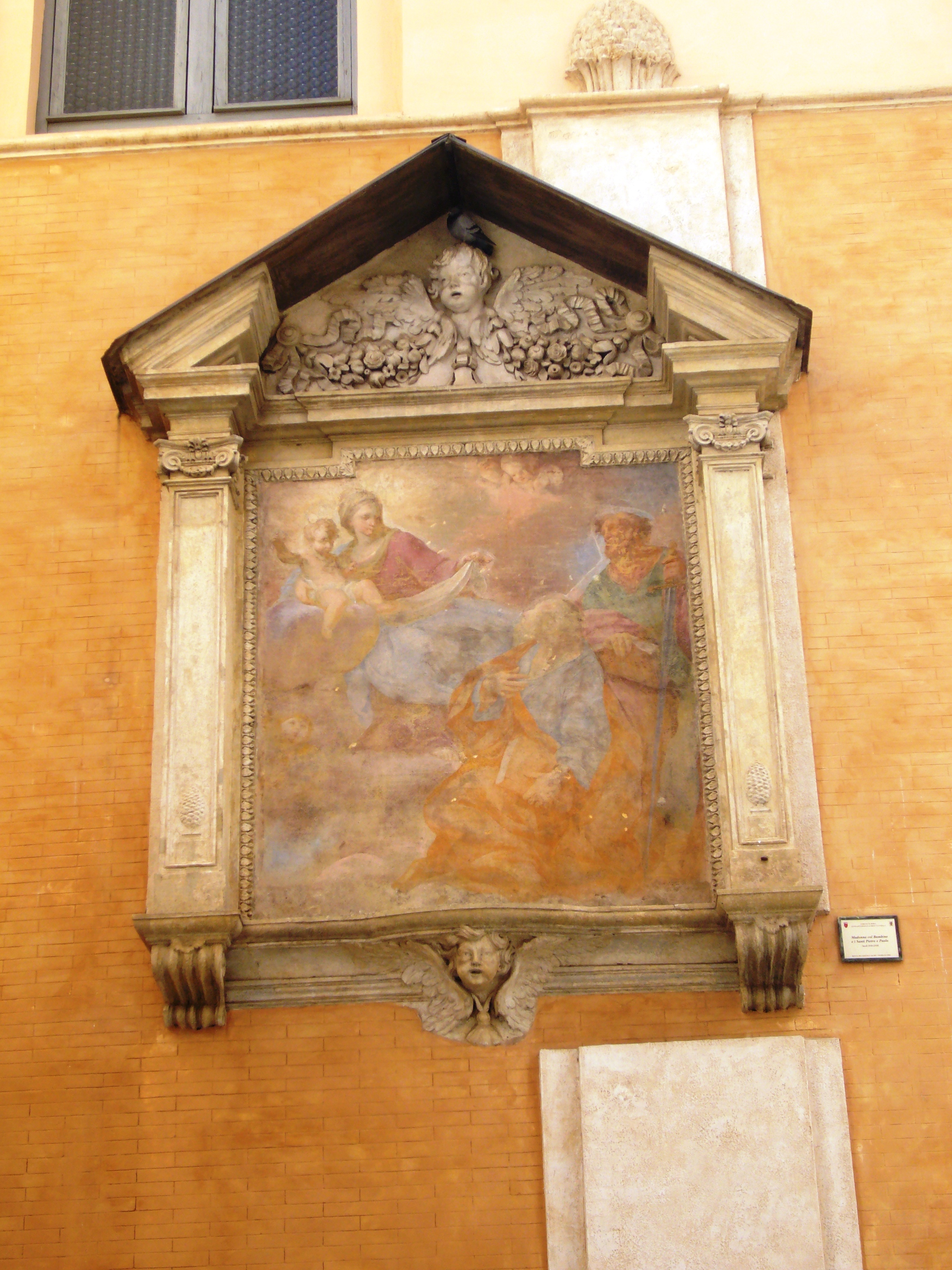
Madonna im Vicolo della Minerva

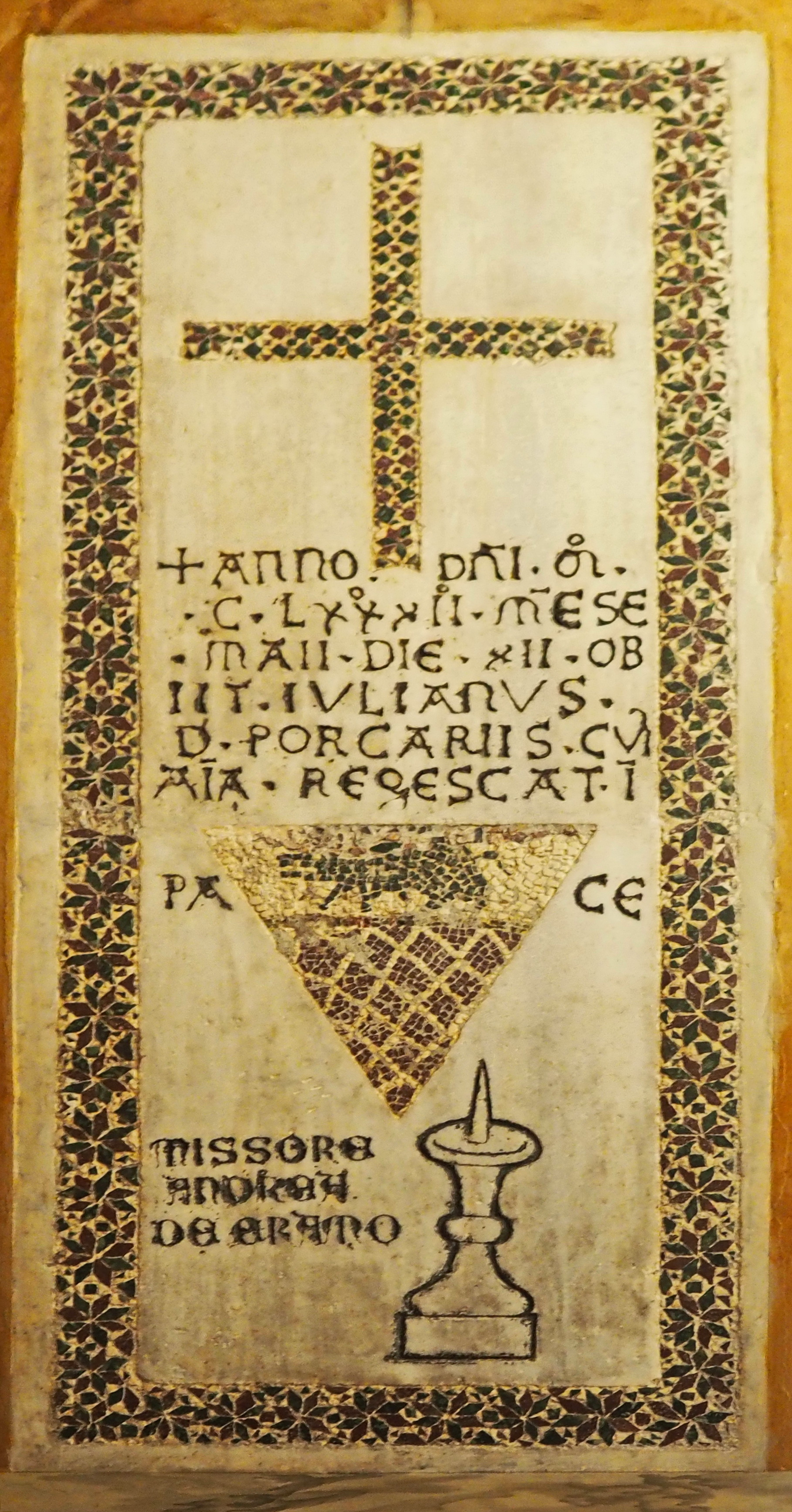
Grabplatte des Giuliano Porcari; 1282
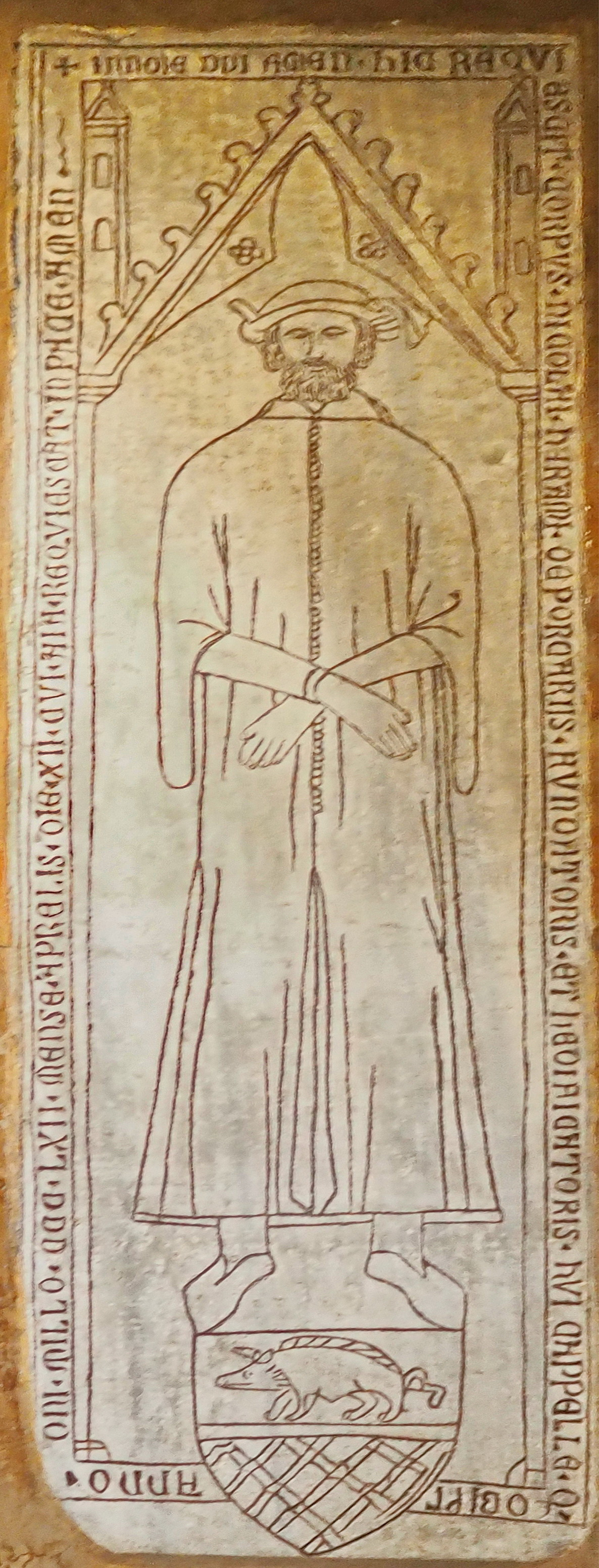
Grabplatte des Nicola Eramo Porcari; 1362
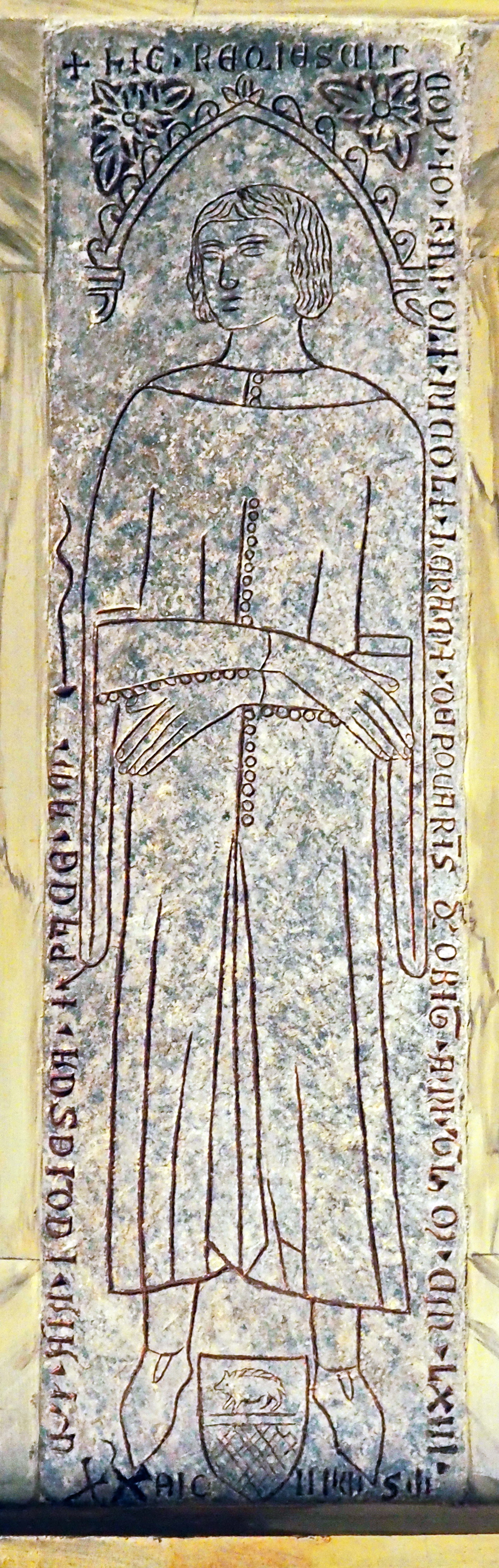
Grabplatte des Giovanni di Nicola Porcari; 1363